# Jumping international de Bordeaux

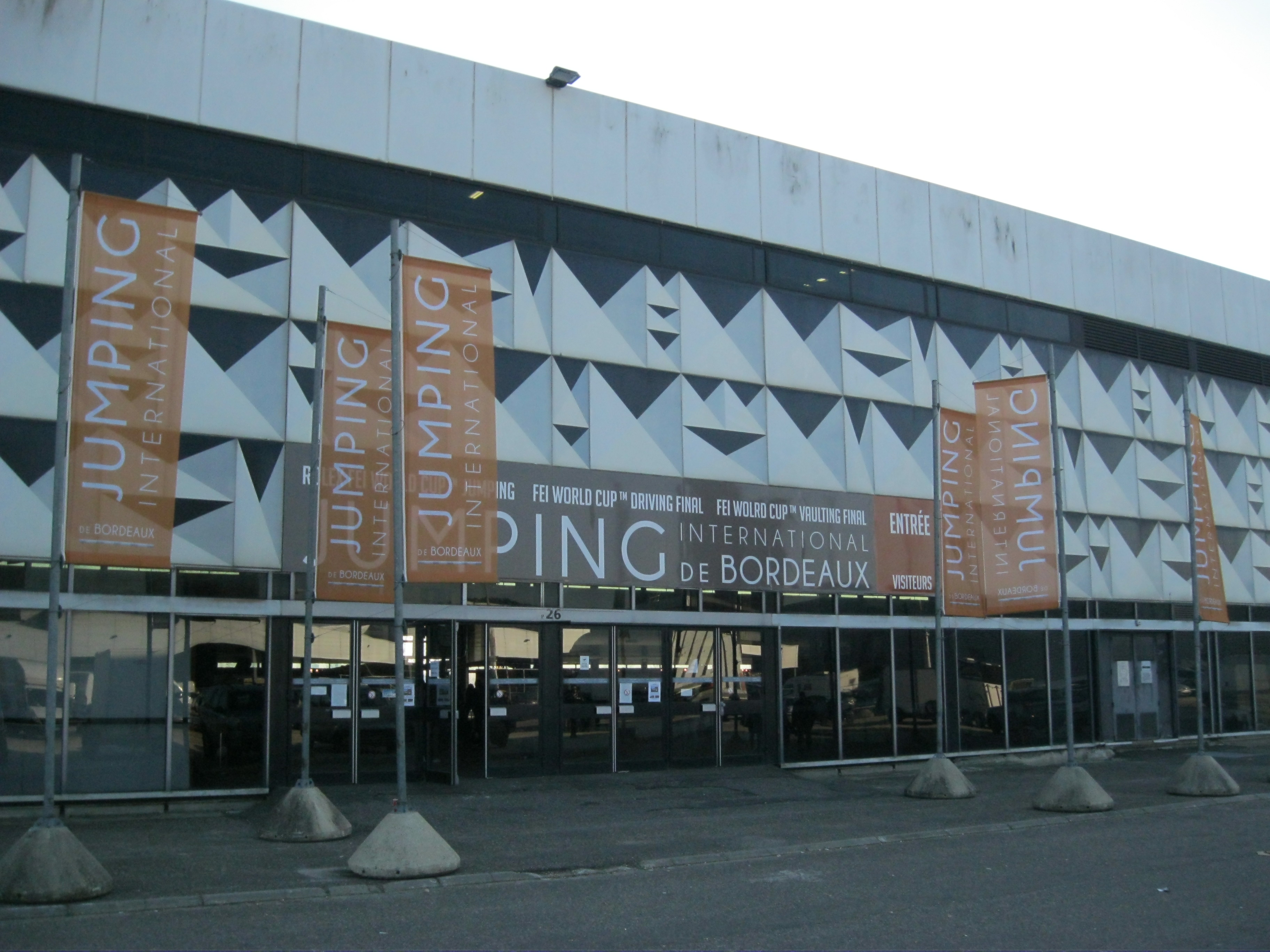
Entrée du jumping au Parc des Expositions en 2012.

Le Jumping International de Bordeaux est une manifestation équestre prenant place chaque année en février au Parc des Expositions de Bordeaux. Créé par Émeric Coupérie, le Jumping accueille aujourd'hui près de 60 000 visiteurs chaque année, pour une vingtaine d'épreuves sur quatre jours.
Il est également une étape de la coupe du monde de saut d'obstacles (seule étape Française avec Lyon) et le lieu de la finale de la coupe du monde d'Attelage. Il accueillait jusqu'en 2014 également une épreuve du circuit de la coupe du monde de voltige.

## Histoire
C'est en 1973, sous l'impulsion d'Émeric Coupérie, (cavalier et éleveur de chevaux) que naît le Jumping International de Bordeaux. Ce n'est, lors de sa première édition, qu'un petit jumping national en extérieur, cependant l'année suivante le Jumping de Bordeaux accueille déjà son premier concours international et a lieu en intérieur.
En 1976, Émeric Coupérie rencontre Max Amman, instigateur de la Coupe du monde de saut d'obstacles, et les deux hommes décident de placer une étape de ce circuit à Bordeaux. Ce nouveau "label" attire alors les foules de spectateurs et de grands cavaliers, comme David Broome ou Thomas Frühmann. En 1985 et 1986, ce sont les victoires respectives de John Whitaker sur Milton et de Pierre Durand sur Jappeloup qui font briller le Jumping de Bordeaux et son étape Coupe du Monde.
Lorsque Émeric Coupérie meurt en 1985, c'est le Marquis du Vivier qui lui succède et fait déplacer le Jumping (en 1991) à la demande de Jacques Chaban-Delmas: le concours à maintenant lieu au Vélodrome de Bordeaux et se nomme "Jumbo". L'organisation et le déroulement du Jumping dans ce lieu inadapté sont un tel fiasco que les éditions 1994 et 1995 n'ont pas lieu. Mais en 1996, le Comité des Expositions de Bordeaux (actuellement Congrès et Expositions de Bordeaux) reprend les rênes de la direction et le Jumping retrouve sa grandeur ainsi que son terrain initial: le Parc des Expositions de Bordeaux. En 2006, le Concours se déplace, mais cette fois-ci change seulement de Hall d'Exposition.
L'édition 2021, initialement programmée du 4 au 7 février, est finalement annulée le 3 novembre 2020 par le comité d'organisation, en raison de la pandémie de Covid-19.*
Durant l'édition de 2023, deux militants vegans au torse peint d'un message demandant la fin des cruautés envers les chevaux et des sports équestres, débarquent sur la piste durant le Grand Prix, puis sont évacués.

## Organisation
Le Jumping a lieu chaque année la première semaine de février et dure quatre jours, du jeudi au dimanche. En parallèle, des épreuves énoncées ci-dessous se déroulent dans la partie Exposants de parc différents ateliers autour de l'équitation et différentes disciplines souvent méconnues, comme l'équitation western ou l'équifeel.
- la Finale Coupe des Clubs, finale d'un circuit par équipe ouvert au épreuves Club. Les cavaliers de la région participent aux épreuves qualificatives tout au long de l'année et se retrouvent à Bordeaux pour la finale.
- le CSIYH1* Bordeaux Young Sires Masters, un championnat en deux manches réservé aux étalons entre 7 et 8 ans a lieu également le jeudi, rapidement suivi par un spectacle d'art équestre.
- depuis 2014, il existe un derby-cross de très haut niveau. C'est le Jumping de Bordeaux qui est à l'origine du derby Indoor en France.
- deux épreuves As Poney Elite ont lieu lors de l'événement : une vitesse le vendredi et un Grand-prix le samedi. C'est un championnat à Poney réservé aux moins de 18 ans. Épreuve Poney Elite de la tournée des As : parcours à 130 cm
- un derby poney: un mini-derby réservé aux tout jeunes cavaliers et leurs petits poney.
- la finale de la coupe du monde d'attelage à quatre chevaux qui se courre en deux manches.
- Enfin on trouve au Jumping International de Bordeaux deux championnats dont les manches ont lieu tous les jours : Le Championnat Antarès des Partenaires (un concours disputé en quatre manches (une par jour) par des cavaliers amateurs ou professionnels, qui courent d'abord en équipe puis en individuel sous les couleurs d'un sponsor) et évidemment l'épreuve de Coupe du Monde, qui qualifiera les cavaliers pour la finale. Ont également lieu au cours du week-end d'autres grands-prix internationaux.

## Palmarès des épreuves coupe du monde

### Saut d'Obstacles
| Année | Cavalier                                             | Monture                                              | Pays                                                 |
| ----- | ---------------------------------------------------- | ---------------------------------------------------- | ---------------------------------------------------- |
| 1978  | Christian Huysegoms                                  | Katapulte                                            | Belgique                                             |
| 1979  | David Broome                                         | Queens Way Big Q                                     | Royaume-Uni                                          |
| 1980  | Hervé Godignon                                       | Gitan P                                              | France                                               |
| 1981  | Gerd Wiltfang                                        | Goldika                                              | Allemagne                                            |
| 1982  | Gerry Mullins                                        | Rockbarton                                           | Irlande                                              |
| 1983  | Thomas Frühmann                                      | Arizona                                              | Autriche                                             |
| 1984  | John Whitaker                                        | Clonée                                               | Royaume-Uni                                          |
| 1985  | John Whitaker                                        | Milton                                               | Royaume-Uni                                          |
| 1986  | Pierre Durand                                        | Jappeloup                                            | France                                               |
| 1987  | Thomas Frühmann                                      | Grandeur                                             | Autriche                                             |
| 1988  | Franke Sloothaak                                     | Walzerkönig                                          | Allemagne                                            |
| 1989  | Hubert Bourdy                                        | Morgat                                               | France                                               |
| 1990  | Roger-Yves Bost                                      | Norton de Rhuys                                      | France                                               |
| 1991  | Michel Robert                                        | Nonix                                                | France                                               |
| 1992  | Roger-Yves Bost                                      | Norton de Rhuys                                      | France                                               |
| 1993  | Michael Whitaker                                     | Two Step                                             | Royaume-Uni                                          |
| 1996  | Nick Skelton                                         | Dollar Girl                                          | Royaume-Uni                                          |
| 1997  | Wout-Jan van der Schans                              | Leroy Brown                                          | Pays-Bas                                             |
| 1998  | Franke Sloothaak                                     | Joly Coeur                                           | Allemagne                                            |
| 1999  | Franke Sloothaak                                     | Joly Coeur                                           | Allemagne                                            |
| 2000  | John Whitaker                                        | Welham                                               | Royaume-Uni                                          |
| 2001  | ex æquo Ludo Philipaerts Willi Mellinger             | - Parco Calvaro V                                    | - Belgique Suisse                                    |
| 2002  | Olivier Jouanneteau                                  | Uélème                                               | France                                               |
| 2003  | Jan Tops                                             | Grande Dame                                          | Pays-Bas                                             |
| 2004  | Rodrigo Pessoa                                       | Baloubet du Rouet                                    | Brésil                                               |
| 2005  | Hubert Bourdy                                        | Ève des Etisses                                      | France                                               |
| 2006  | Juan-Carlos Garcia                                   | Loro Piana Albin III                                 | Italie                                               |
| 2007  | Michel Robert                                        | Galet d'Auzay                                        | France                                               |
| 2008  | Gerco Schröder                                       | Eurocommerce Milano                                  | Pays-Bas                                             |
| 2009  | Albert Zoer                                          | Oki Doki                                             | Pays-Bas                                             |
| 2010  | Marcus Ehning                                        | Leconte                                              | Allemagne                                            |
| 2011  | Philipp Weishaupt                                    | Catoki                                               | Allemagne                                            |
| 2012  | Kevin Staut                                          | Silvana*HDC                                          | France                                               |
| 2013  | Hans-Dieter Dreher                                   | Magnus Romeo                                         | Allemagne                                            |
| 2014  | Marcus Ehning                                        | Cornado NRW                                          | Allemagne                                            |
| 2015  | Bertram Allen                                        | Romanov                                              | Irlande                                              |
| 2016  | Kevin Staut                                          | Rêveur de Hurtebise                                  | France                                               |
| 2017  | Julien Epaillard                                     | Quatrin de la Roque                                  | France                                               |
| 2018  | Pieter Davos                                         | Espoir                                               | Belgique                                             |
| 2019  | Daniel Deußer                                        | Tobago Z                                             | Allemagne                                            |
| 2020  | Steve Guerdat                                        | Victorio des Frotards                                | Suisse                                               |
| 2021  | Édition annulée en raison de la pandémie de Covid-19 | Édition annulée en raison de la pandémie de Covid-19 | Édition annulée en raison de la pandémie de Covid-19 |
| 2022  | Édition annulée en raison de la pandémie de Covid-19 | Édition annulée en raison de la pandémie de Covid-19 | Édition annulée en raison de la pandémie de Covid-19 |
| 2023  | Marlon Modolo Zanotelli                              | VDL Edgar M                                          | Brésil                                               |
| 2024  | Steve Guerdat                                        | Is-Minka                                             | Suisse                                               |

### Attelage

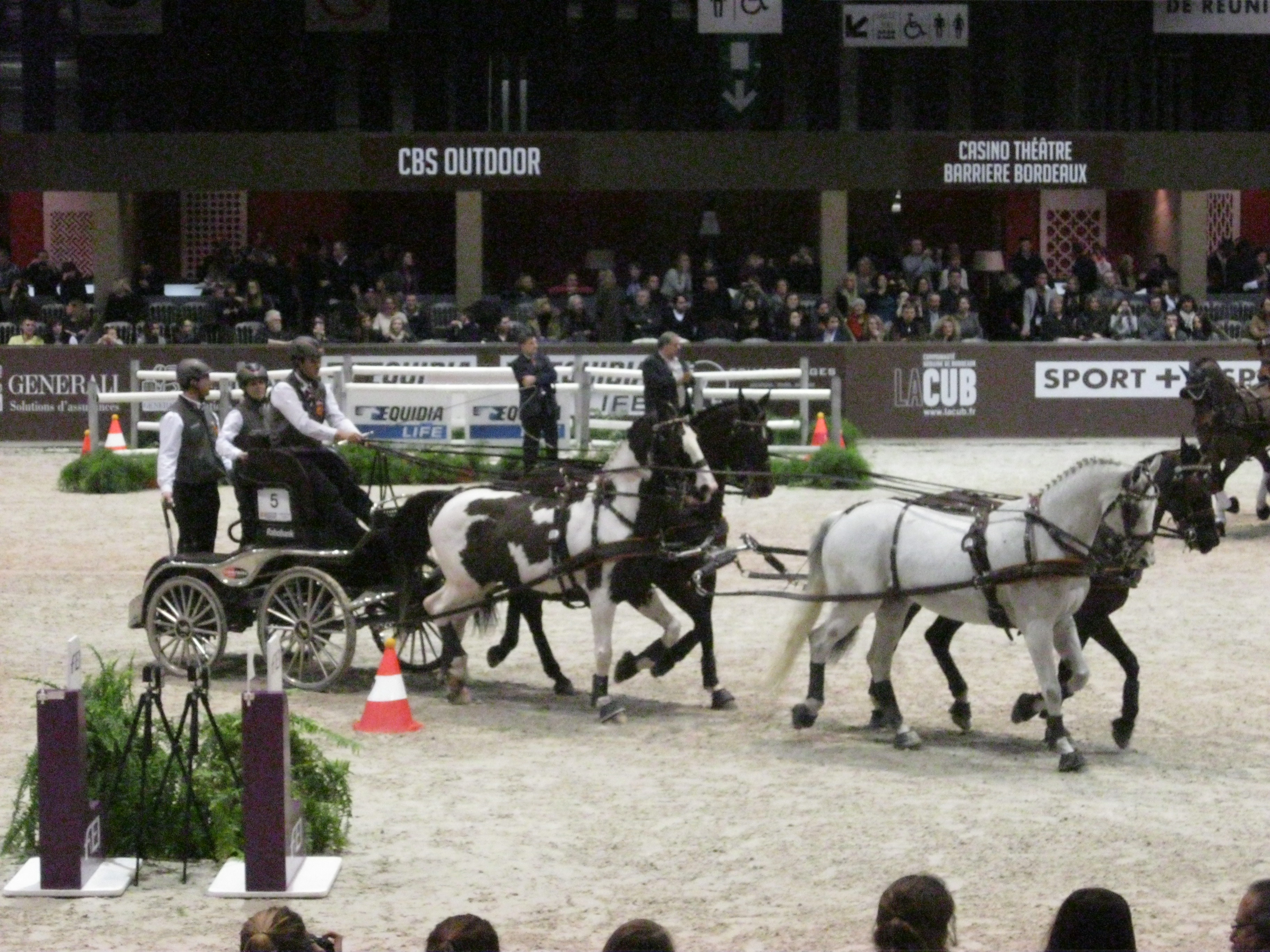
Le meneur néerlandais, Koos de Ronde (vainqueur en 2013), lors de la présentation des attelages avant l'épreuve.

| Année | Meneur                                               | Pays                                                 |
| ----- | ---------------------------------------------------- | ---------------------------------------------------- |
| 2012  | Boyd Exell                                           | Australie                                            |
| 2013  | Koos de Ronde                                        | Pays-Bas                                             |
| 2014  | Boyd Exell                                           | Australie                                            |
| 2015  | Boyd Exell                                           | Australie                                            |
| 2016  | Ijsbrand Chardon                                     | Pays-Bas                                             |
| 2017  | Boyd Exell                                           | Australie                                            |
| 2018  | Boyd Exell                                           | Australie                                            |
| 2019  | Bram Chardon                                         | Pays-Bas                                             |
| 2020  | ...                                                  | ...                                                  |
| 2021  | Édition annulée en raison de la pandémie de Covid-19 | Édition annulée en raison de la pandémie de Covid-19 |

### Voltige
| Année | Femme          | Pays        | Homme            | Pays   |
| ----- | -------------- | ----------- | ---------------- | ------ |
| 2012  | Joanne Eccles  | Royaume-Uni | Patric Looser    | Suisse |
| 2013  | Simone Jäiser  | Suisse      | Nicolas Andréani | France |
| 2014  | Anna Cavallaro | Italie      | Nicolas Andréani | France |